# Сачилето (Удине)
Сачилето је насеље у Италији у округу Удине, региону Фурланија-Јулијска крајина.
Према процени из 2011. у насељу је живело 333 становника. Насеље се налази на надморској висини од 7 м.